# Lucas Pratto
Lucas Pratto est un footballeur international argentin né le 4 juin 1988 à La Plata (Argentine) évoluant au poste d'avant-centre au Club Olimpia.

## Carrière
Lucas Pratto rejoint Boca Juniors en 2005. Il est ensuite prêté de 2007 à 2011, jouant successivement pour le Club Atlético Tigre, le FK Lyn, le Club Atlético Unión et le Club Deportivo Universidad Católica. Il rejoint en 2011 le Genoa puis est prêté en 2012 au Club Atlético Vélez Sarsfield pour lequel il joue jusqu'en 2014.
Le 17 décembre 2014, il signe un contrat de quatre ans avec l'Atlético Mineiro. Il marque 13 buts lors du championnat du Brésil 2015.
Le 10 février 2017, il signe un contrat de quatre ans avec le São Paulo FC .

## Palmarès
- Vainqueur du Campeonato Mineiro en 2015 avec l'Atlético Mineiro
- Champion d'Argentine en 2013 avec Vélez Sársfield
- Champion du Chili en 2010 avec l'Universidad Católica
- Vainqueur de la Coupe du Chili en 2011 avec l'Universidad Católica